# Карасуяма (княжество)
Княжество Карасуяма (яп. 烏山藩 Карасуяма-хан) — феодальное княжество (хан) в Японии периода Эдо (1595—1871). Карасуяма-хан располагался на севере провинции Симоцукэ (современная префектура Тотиги) на острове Хонсю.

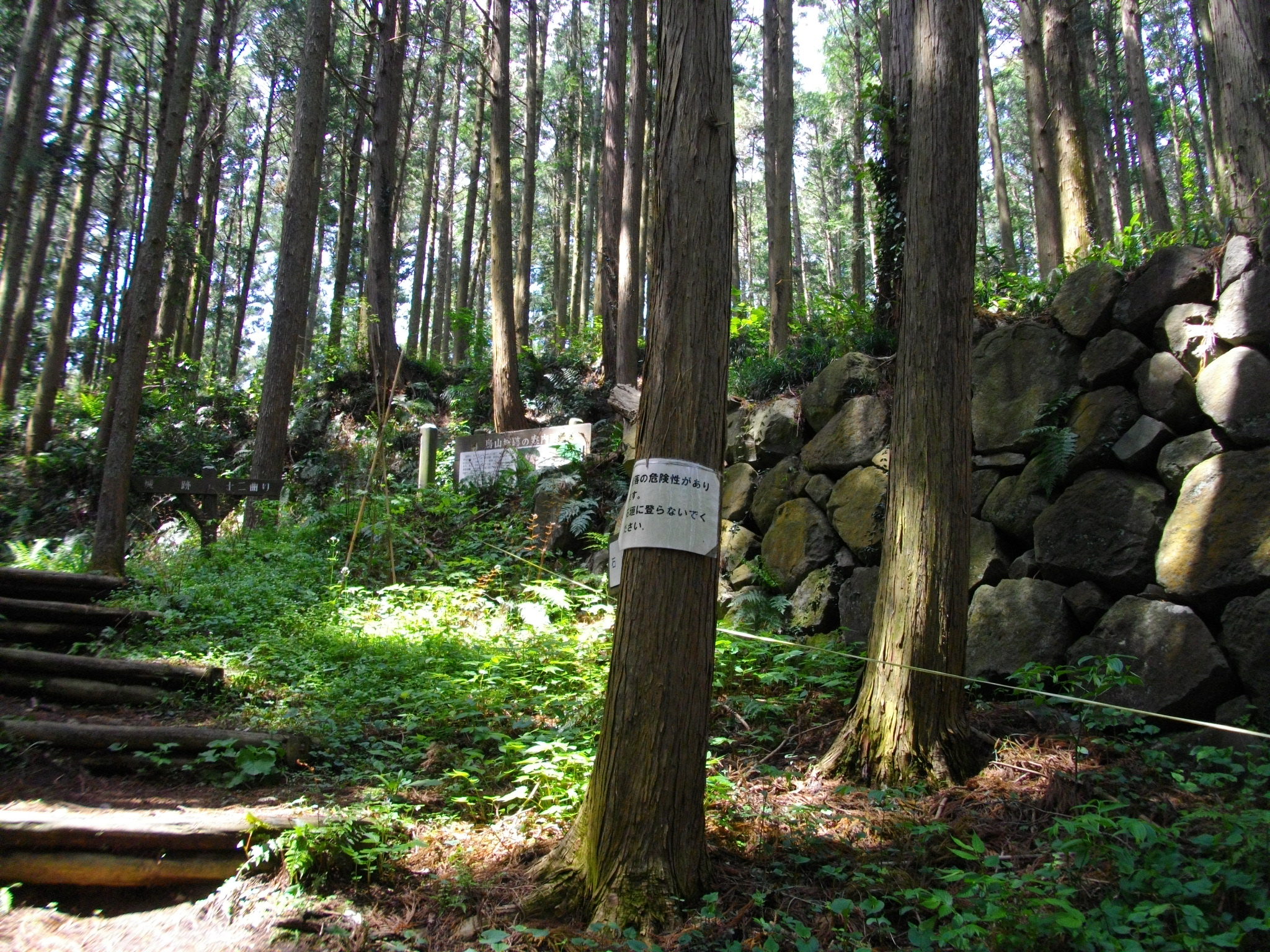
Руины замка Карасуяма

Административный центр хана: Замок Карасуяма в провинции Симоцукэ (современный город Карасуяма в префектуре Тотиги). Княжеством управлял целый ряд самурайских родов, последним правящим кланом был род Окубо (младшая ветвь). Род Окубо из Карасуяма-хана также имел второй jin’ya (укрепленную резиденцию) для управления своими владениями в провинции Сагами (в настоящее время — город Ацуги в префектуре Канагава).

## История

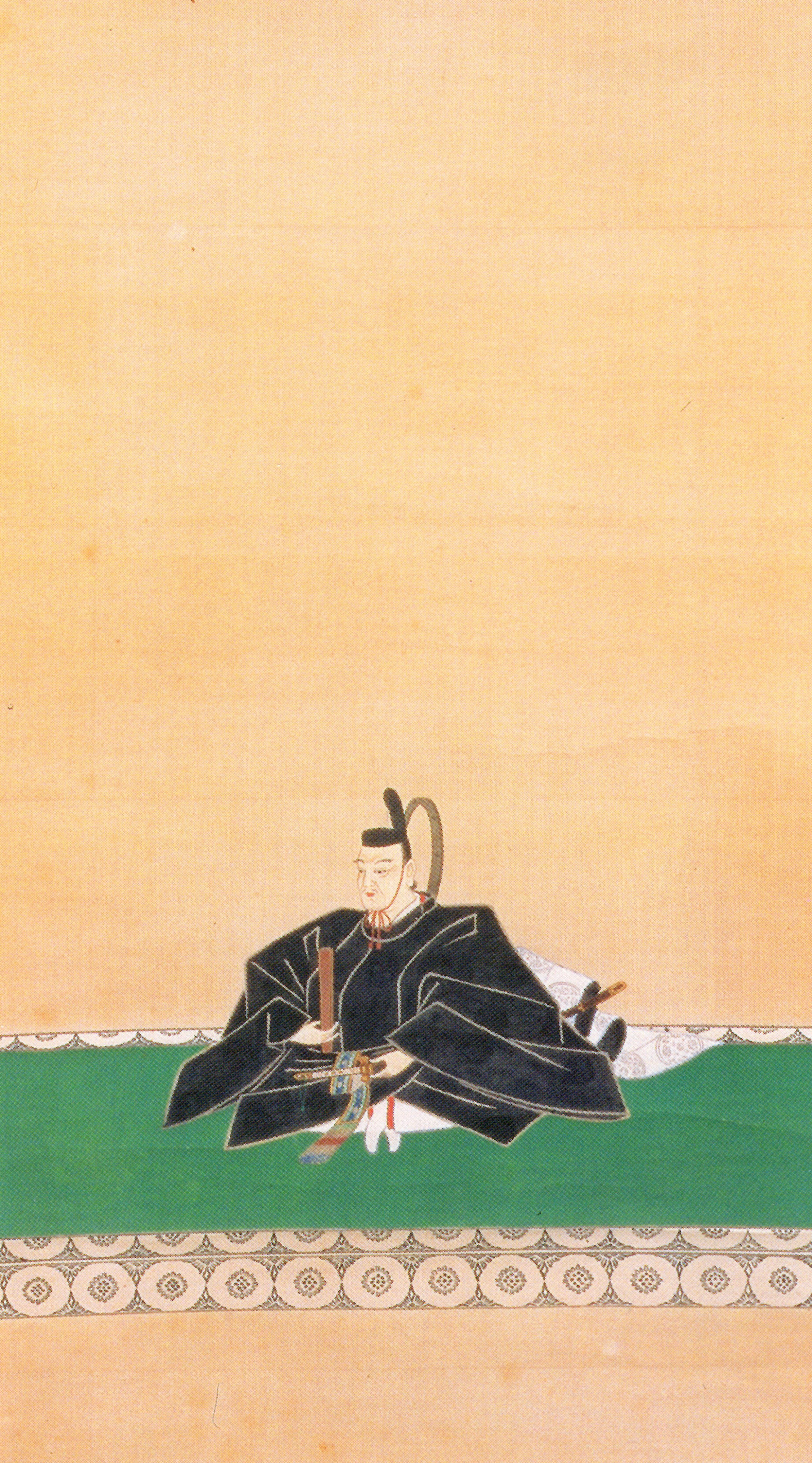
Итакура Сигэнори (1617—1673)

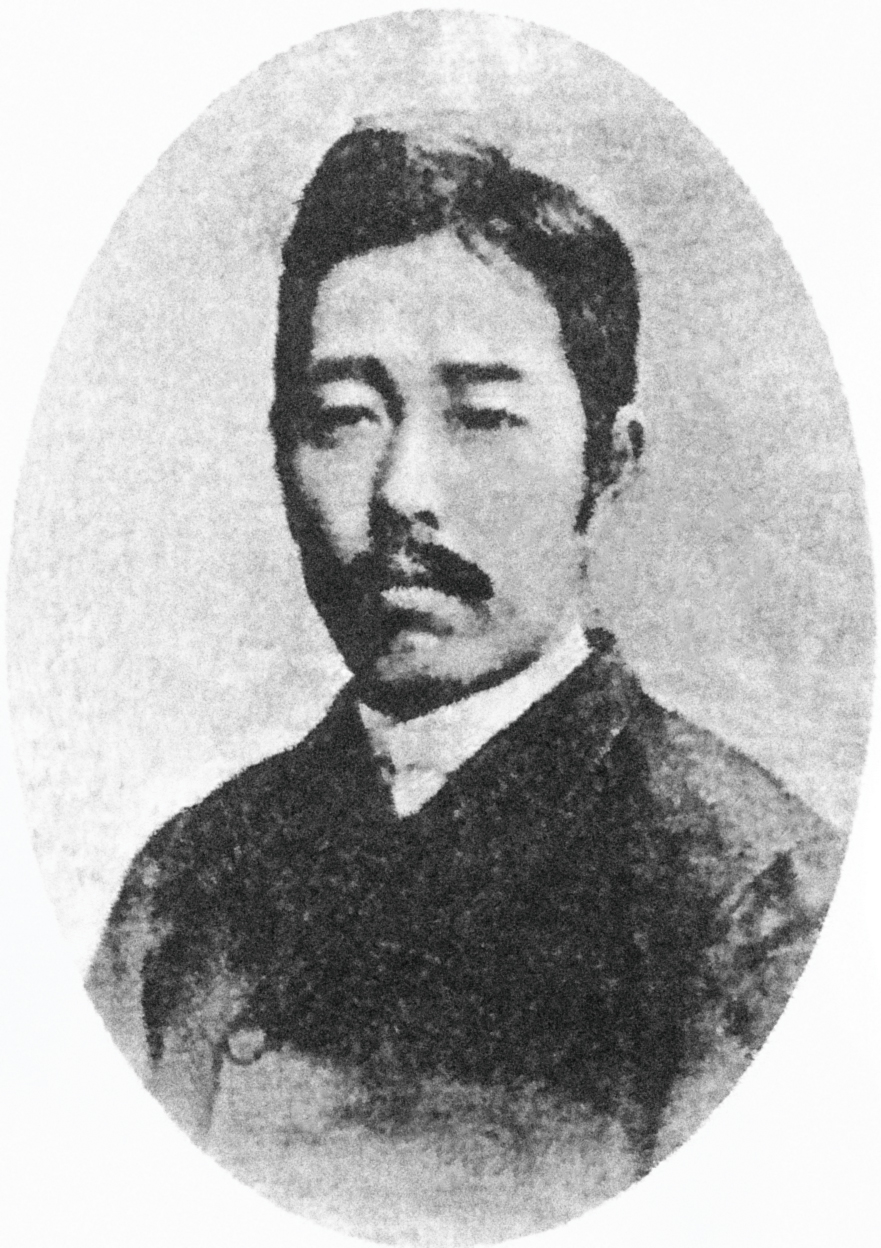
Окубо Тадаёри (1857—1914), последний (8-й) даймё Карасуяма-хана (1864—1871)

В период Камакура районом Насу на севере провинции Симоцукэ управлял одноимённый род Насу. В конце периода Сэнгоку Тоётоми Хидэёси разделил владения рода Насу. Были созданы домен Насу (20 000 коку) для рода Насу, а их родовой замок Карасуяма с 20 000 коку был передан во владение Нарите Удзинаге (1542—1596). Клан Нарита был вассалом рода Го-Ходзё, но после взятия замка Одавара принес присягу на верность Тоётоми Хидэёси. Нарита Удзитада (1595—1616), сын и преемник Нариты Удзинаги, сражался на стороне Токугава Иэясу против клана Уэсуги, за участие в битве при Сэкигахаре его владения были увеличены до 37 000 коку. Его сын, Нарита Удзимунэ (1616—1622), скончался, не оставив после себя наследников. Клан Нарита был сокращен до статуса хатамото.
В 1623—1627 годах Карасуяма-ханом управлял Мацусита Сигэцуна (1579—1627), но в 1627 году он был переведен в Нихоммацу-хан в провинции Муцу. В 1627 году новым правителем Карасуяма-хана был назначен Хори Тикаёси (1580—1637), ранее владевший доменом Мока-хан в провинции Симоцукэ. Ему наследовал его старший сын, Хори Тикамаса (1606—1673), который в 1672 году был переведен в Иида-хан в провинции Синано. Даймё из рода Хори сделали капитальный ремонт городского замка.
В 1672 году в Карасуяма-хан был переведен Итакура Сигэнори (1617—1673), ранее правивший в Накадзима-хане в провинции Микава. В 1668—1670 годах он также занимал должность сёсидая Киото. Его преемником стал его третий сын, Итакура Сигэтанэ (1641—1705), который в 1681 году был переведен в Ивацуки-хан в провинции Мусаси.
В 1681—1687 годах Карасуяма-ханом управлял род Насу. В 1681 году в замок Карасуяма был назначен Насу Сукэмаса (1628—1687), ранее правивший в Насу-хане (1664—1681). В 1687 году ему наследовал его приёмный сын, Насу Сукэнори (1672—1708), который в том же 1687 году был лишен хана по распоряжению сёгуна Токугава Цунаёси. В 1687 году новым владельцем Карасуяма-хана был назначен Нагаи Наохиро (1664—1711), который в 1701 году был переведен в Ако-хан в провинции Харима.
В 1702—1725 годах княжеством Карасуяма владел самурайский род Инагаки. В 1702 году в замок Карасуяма был переведен Инагаки Сигэтоми (1673—1710), ранее правивший в Кария-хане (1688—1702) и Отаки-хане (1702). Ему наследовал его старший сын, Инагаки Теруката (1698—1753), который в 1725 году был переведен в Тоба-хан в провинции Сима.
В 1725 году новым правителем Карасуяма-хана стал Окубо Цунэхару (1675—1728), ранее занимавший пост вакадосиёри и уже владевший поместьем (15 000 коку) в провинции Оми. Позднее он был назначен родзю, его потомки управляли княжеством Карасуяма вплоть до Реставрации Мэйдзи. Окубо Тадааки, 3-й даймё Карасуяма-хана (1759—1769), столкнулся с серьёзными финансовыми трудностями, которые усугубились крестьянскими восстаниями. Его преемники, Окубо Тадаёси, 4-й даймё (1769—1812), и Окубо Тадасигэ, 5-й даймё (1805—1827), засеяли новые рисовые плантации и реформировали финансы княжества. Окубо Тадаясу, 6-й даймё (1827—1848), имел способных администраторов, следовавших учению Сонтоку Ниномия.
Война Босин (1868—1869), в основном, обошла Карасуяма-хан стороной. В июле 1871 года после административно-политической реформы Карасуяма-хан был ликвидирован и стал частью префектуры Тотиги.
Согласно переписи 1869 года, в княжестве Карасуяма проживало 26 257 человека в 5 957 домохозяйствах.

## Список даймё
| #                                | Имя и годы жизни                             | Годы правления | Титул                     | Ранг                        | Кокудара             |
| -------------------------------- | -------------------------------------------- | -------------- | ------------------------- | --------------------------- | -------------------- |
| Род Нарита (тодзама) 1595—1622   |                                              |                |                           |                             |                      |
| 1                                | Нарита Удзинага (1542-1596) (яп. 成田氏長)   | 1595-1596      | Симоса-но-ками (下総守)   | Пятый нижний (従五位下)     | 20,000 коку          |
| 2                                | Нарита Удзитада (? - 1617) (яп. 成田長忠)    | 1596-1616      | Saimon-no-jo (左衛門尉)   | Пятый нижний (従五位下)     | 20,000 ->37,000 коку |
| 3                                | Нарита Удзимунэ (? - 1622) (яп. 成田氏宗)    | 1616-1622      | Сама-но-сукэ (左馬助)     | Пятый нижний (従五位下)     | 37,000 коку          |
| Род Мацусита (тодзама) 1623—1627 |                                              |                |                           |                             |                      |
| 1                                | Мацусита Сигэцуна (1579-1627) (яп. 松下重綱) | 1623-1627      | Ивами-но-ками (石見守)    | Пятый нижний (従五位下)     | 20,000 коку          |
| Род Хори (тодзама) 1627—1672     |                                              |                |                           |                             |                      |
| 1                                | Хори Тикаёси (1580-1637) (яп. 堀親良)        | 1627-1637      | Мимасаку-но-ками (美作守) | Пятый нижний (従五位下)     | 20,000 коку          |
| 2                                | Хори Такамаса (1606-1673) (яп. 堀親昌)       | 1637-1672      | Мимасаку-но-ками (美作守) | Пятый нижний (従五位下)     | 20,000 коку          |
| Род Итакура (фудай) 1672—1681    |                                              |                |                           |                             |                      |
| 1                                | Итакура Сигэнори (1617-1673) (яп. 板倉重矩)  | 1672-1673      | Найдзэн-но-ками (内膳正)  | Четвертый нижний (従四位下) | 50,000 коку          |
| 2                                | Итакура Сигэтанэ (1641-1705) (яп. 板倉重種)  | 1673-1681      | Найдзэн-но-ками (内膳正)  | Четвертый нижний (従四位下) | 50,000 коку          |
| Род Насу (тодзама) 1681—1687     |                                              |                |                           |                             |                      |
| 1                                | Насу Сукэмаса (1628-1687) (яп. 那須資祗)     | 1681-1687      | Тотоми-но-ками (遠江守)   | Пятый нижний (従五位下)     | 20,000 коку          |
| 2                                | Насу Сукэнори (1672-1708) (яп. 那須資徳)     | 1687-1687      | нет                       | нет                         | 20,000 коку          |
| Род Нагаи (тодзама) 1687—1701    |                                              |                |                           |                             |                      |
| 1                                | Нагаи Наохиро (1664-1711) (яп. 永井直敬)     | 1687-1701      | Идзу-но-ками (伊豆守)     | Пятый нижний (従五位下)     | 30,000 коку          |
| Род Инагаки (фудай) 1702—1725    |                                              |                |                           |                             |                      |
| 1                                | Инагаки Сигэтоми (1673-1710) (яп. 稲垣重富)  | 1702-1710      | Идзуми-но-ками (和泉守)   | Пятый нижний (従五位下)     | 25,000 коку          |
| 2                                | Инагаки Теруката (1698-1753) (яп. 稲垣昭賢)  | 1710-1725      | Идзуми-но-ками (和泉守)   | Пятый нижний (従五位下)     | 25,000 коку          |
| Род Окубо (фудай) 1725—1871      |                                              |                |                           |                             |                      |
| 1                                | Окубо Цунэхару (1675-1728) (яп. 大久保常春)  | 1725-1728      | Ямасиро-но-ками (山城守)  | Пятый нижний (従五位下)     | 20,000 ->30,000 коку |
| 2                                | Окубо Тадатанэ (1710-1779) (яп. 大久保忠胤)  | 1728-1759      | Ямасиро-но-ками (山城守)  | Пятый нижний (従五位下)     | 30,000 коку          |
| 3                                | Окубо Тадааки (1746-1769) (яп. 大久保忠卿)   | 1759-1769      | Ямасиро-но-ками (山城守)  | Пятый нижний (従五位下)     | 30,000 коку          |
| 4                                | Окубо Тадаёси (1746-1812) (яп. 大久保忠喜)   | 1769-1812      | Ямасиро-но-ками (山城守)  | Пятый нижний (従五位下)     | 30,000 коку          |
| 5                                | Окубо Тадасигэ (1766-1851) (яп. 大久保忠成)  | 1805-1827      | Садо-но-ками (佐渡守)     | Пятый нижний (従五位下)     | 30,000 коку          |
| 6                                | Окубо Тадаясу (1791-1848) (яп. 大久保忠保)   | 1827-1848      | Ямасиро-но-ками (山城守)  | Пятый нижний (従五位下)     | 30,000 коку          |
| 7                                | Окубо Тадаёси (1820-1864) (яп. 大久保忠美)   | 1848-1864      | Садо-но-ками (佐渡守)     | Пятый нижний (従五位下)     | 30,000 коку          |
| 8                                | Окубо Тадаёри (1857-1914) (яп. 大久保忠順)   | 1864-1871      | Садо-но-ками (佐渡守)     | Пятый нижний (従五位下)     | 30,000 коку          |